# Chambave
Chambave est une commune italienne de la région Vallée d'Aoste, faisant partie de l’unité des communes valdôtaines du Mont-Cervin.

## Géographie

Localisation de la commune de Chambave à l'intérieur de la Vallée d'Aoste.

Le territoire de la commune s'étend aussi bien sur la gauche (adret) que sur la droite (envers) orographique de la Doire baltée, environ à 18 km à l'est d'Aoste et à 7 km à l'ouest de Saint-Vincent.
À l'adret, le territoire de Chambave s'étend jusqu'à 800 mètres d'altitude.

La plupart du territoire est occupé par les vignobles produisant quelques-uns des meilleurs vins valdôtains.
À l'envers, le territoire s'étend jusqu'à 3 006 mètres, le sommet du Mont Avic. Jusqu'à 800/900 mètres, le territoire est caractérisé par des pâturages et des forêts de châtaigniers, au-dessus desquels on trouve des bois de conifères (surtout mélèzes et pins rouges).

## Histoire
En raison de sa position, le long de la route consulaire des Gaules, et de son rôle de siège de la Seigneurie de Cly, Chambave a été dans le passé un pôle commercial, où se déroulaient des foires et des marchés.
Le Pape Innocent III cite déjà la paroisse de Chambave dans sa bulle du 12 mai 1207. À partir du XIVe siècle, l'activité vinicole commença à s'affirmer, en particulier en ce qui concerne la production du Muscat de Chambave.
Si le parcellaire du Cadastre Sarde de la paroisse de Chambave demeure introuvable, le registre alphabétique (dit familiaire) est complet. Il relève les noms de 298 propriétaires-contribuables répartis entre 98 noms de famille.

## Économie et activités
La tradition vinicole de Chambave, déjà citée dans des documents du XIVe siècle, pivote aujourd'hui autour de la société coopérative La Crotta di végneron (du patois chambosard, La Cave des vignerons), disposant des technologies de vinification les plus modernes.
Étape fondamentale de la Route des vins, l'itinéraire œnologique de la Vallée d'Aoste, depuis 2001 Chambave fait partie de l'association œnologique italienne Città del vino (signifiant en français, Ville du vin).
Les vignobles de Chambave s'étendent à l'adret, et produisent des vins de haute qualité, parmi les plus renommés de la Vallée d'Aoste, tels que :
- Le Muscat
- Le Gamay
- Le Pinot noir
- Le Muscat flétri

## Monuments et lieux d'intérêt
- La maison de la comtesse (au hameau Thuy) ;
- Le palais Roncas ;
- L'église paroissiale Saint-Laurent, avec sa base romane (XIIe siècle), tandis que l'édifice remonte au XVIIIe siècle ;
- La chapelle Notre-Dame de Pitié, Saint-Louis Roi de France et Saint-Georges (1676) ;
- La Maison Guidonis (XVIe siècle) ;
- Une maison datant du XVIe siècle au hameau Arlier.
- Le grenier de Thuy, édifice datant du Moyen Âge[2]

## Fêtes et foires
- La Féta di résèn, titre en francoprovençal chambosard signifiant en français Fête du raisin, le dernier dimanche de septembre ;
- Le Jeu de la roulette (en patois chambosard, le Joua de la rouletta), très semblable au jeu de boules, en costume traditionnel, où chaque joueur doit chercher à jeter sa boule le plus près possible du bouchon, en imitant les gestes du joueur précédent - l'après-midi du 11 août.

## Sport
Dans cette commune se pratiquent le tsan et le palet, deux des sports traditionnels valdôtains.

## Transport
Chambave était desservi par une gare datant de 1886, aujourd'hui fermée au voyageurs, sur la ligne Chivasso-Aoste.

## Galerie de photos

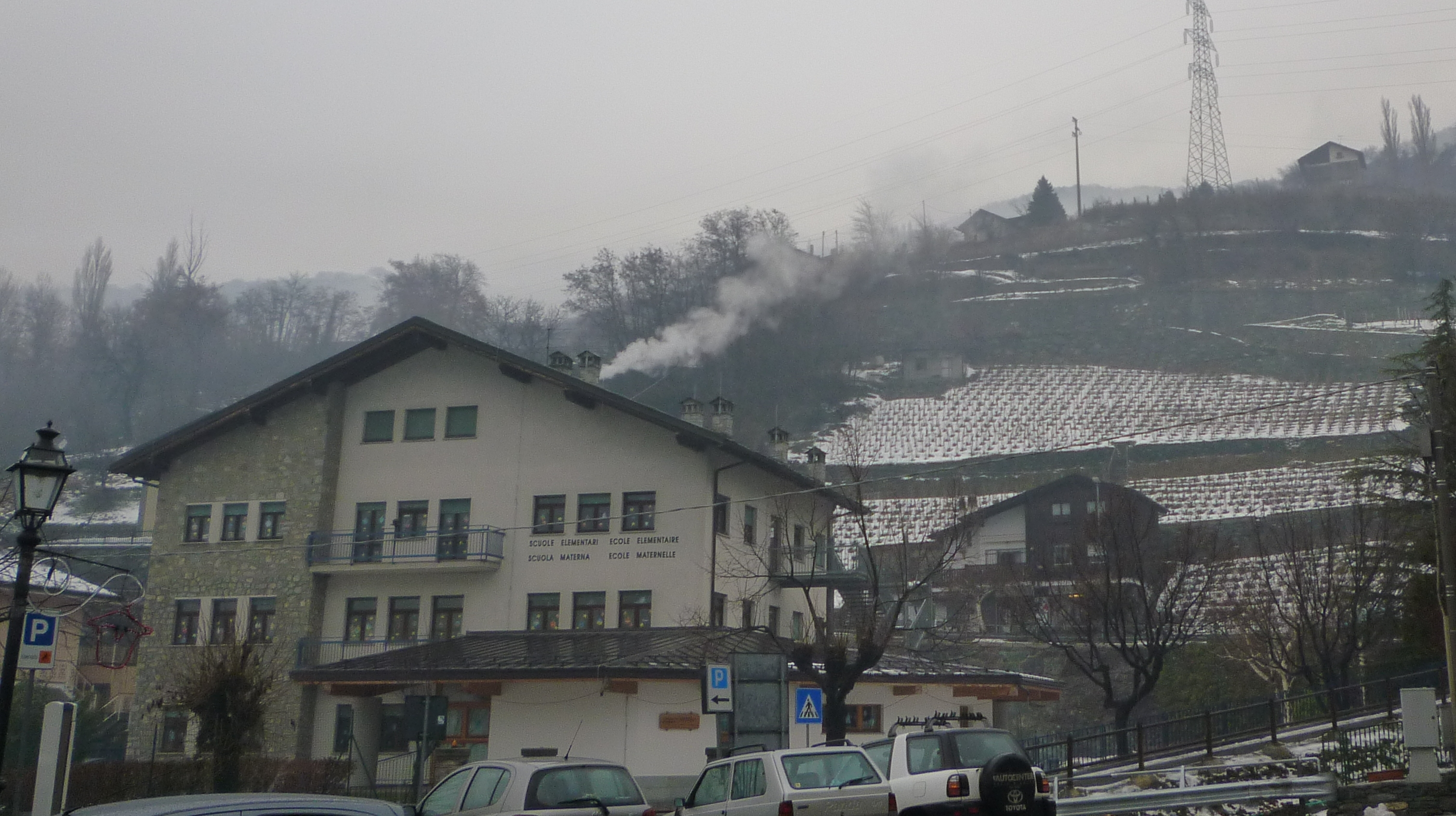
Les écoles élémentaires et maternelles à Chambave, vues depuis place Roncas
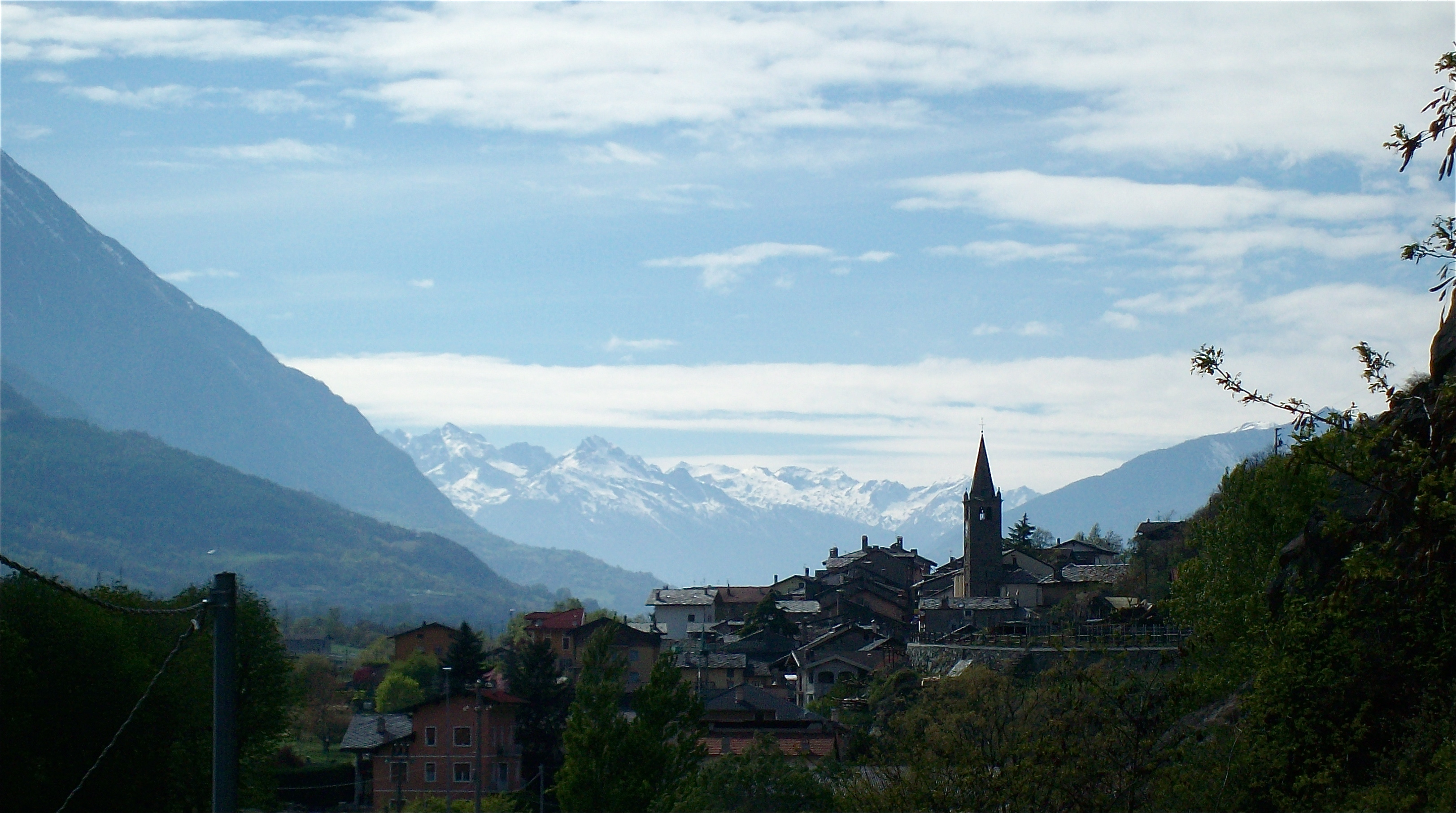
Panorama vers le chef-lieu, vu du hameau Pilloret
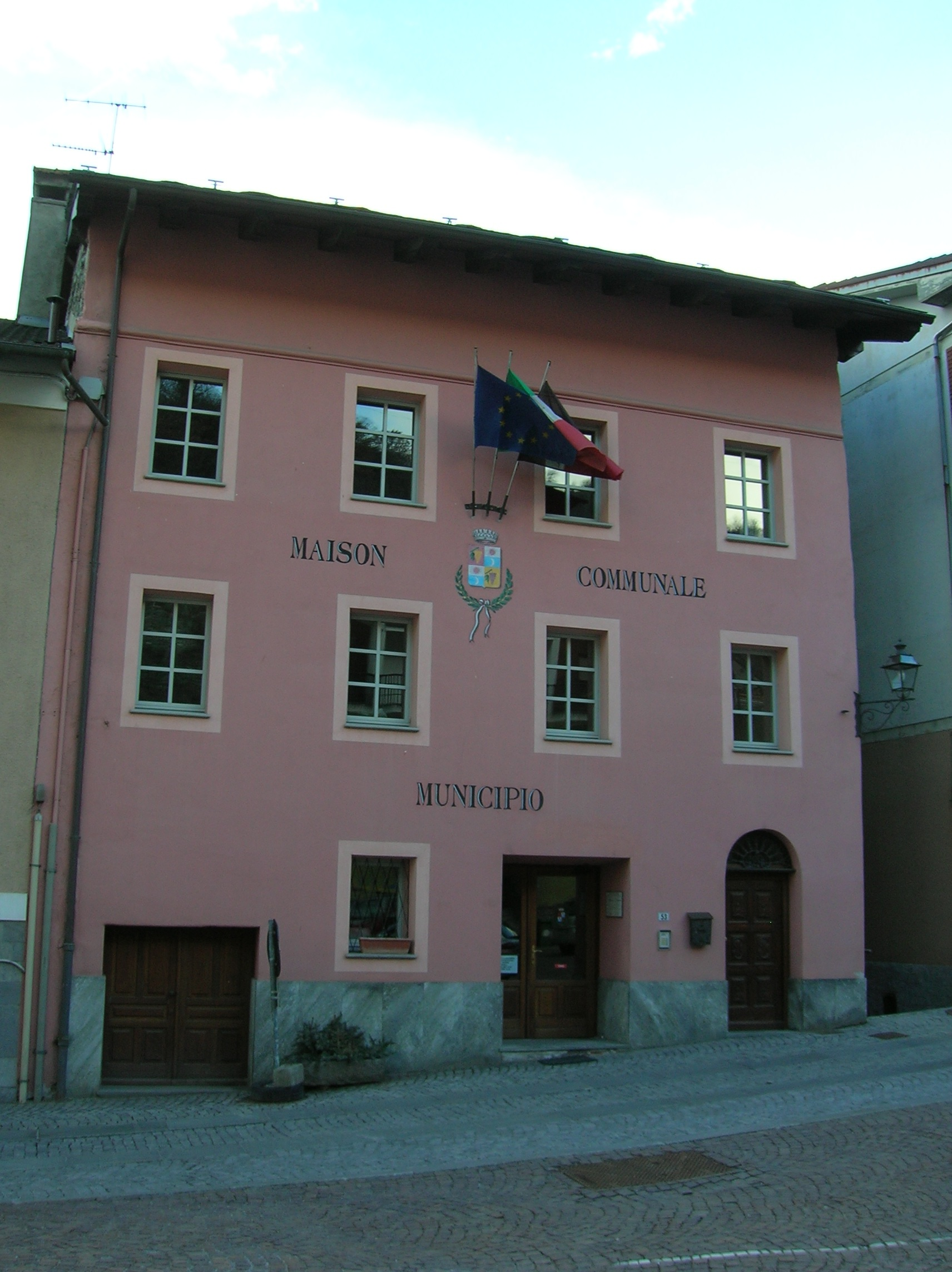
La maison communale
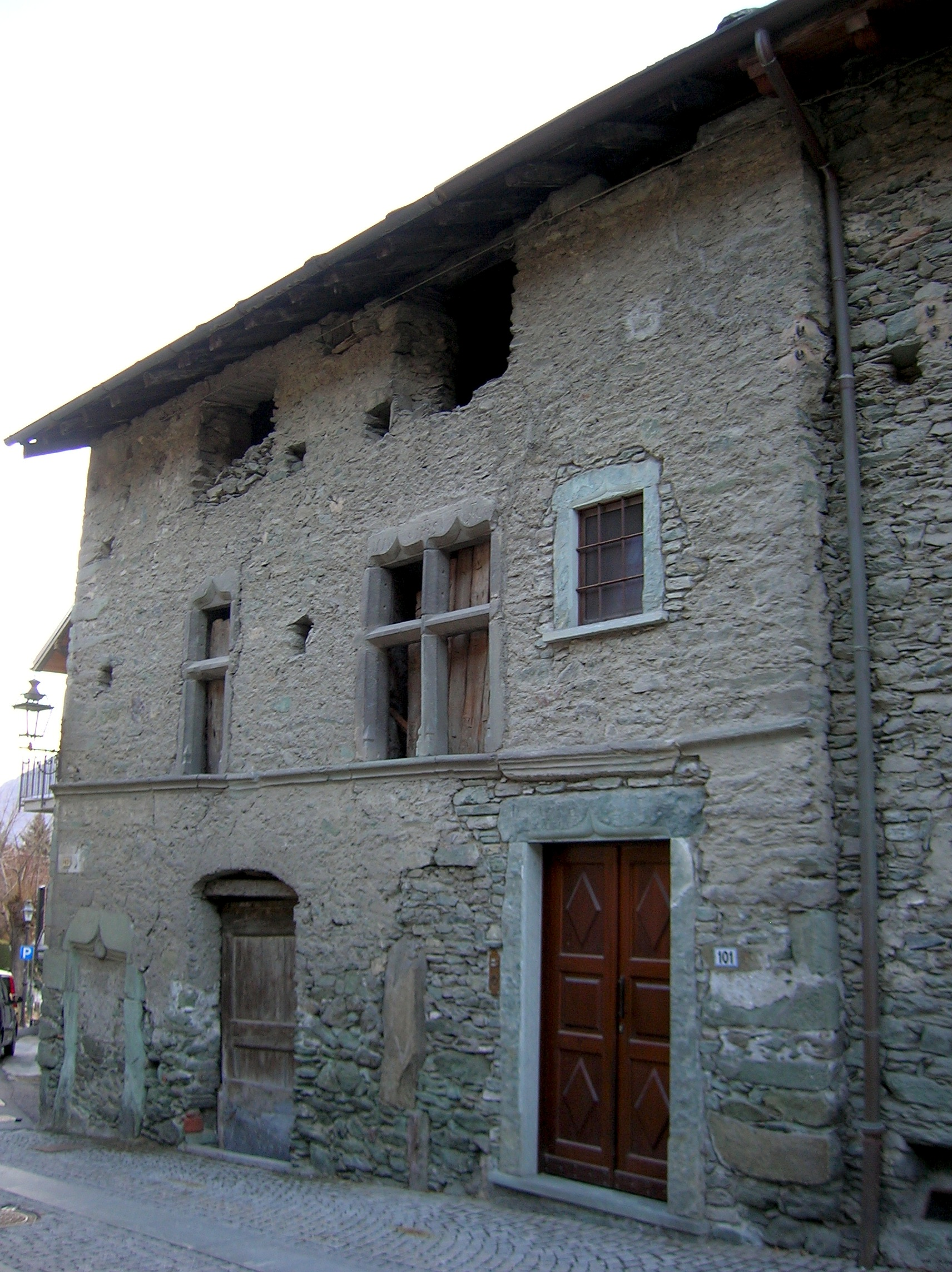
Maison du bourg (1550)
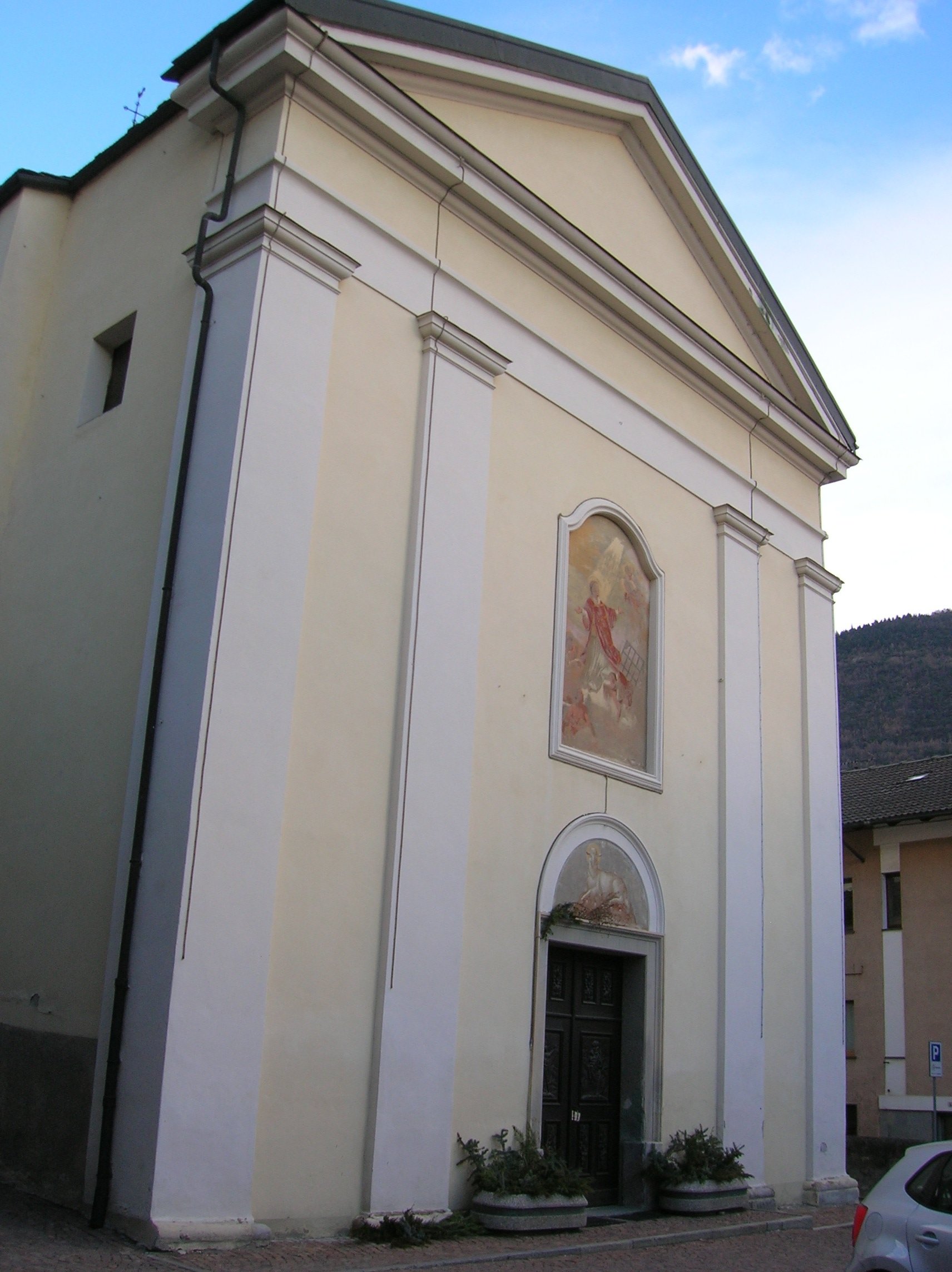
L'église paroissiale Saint-Laurent
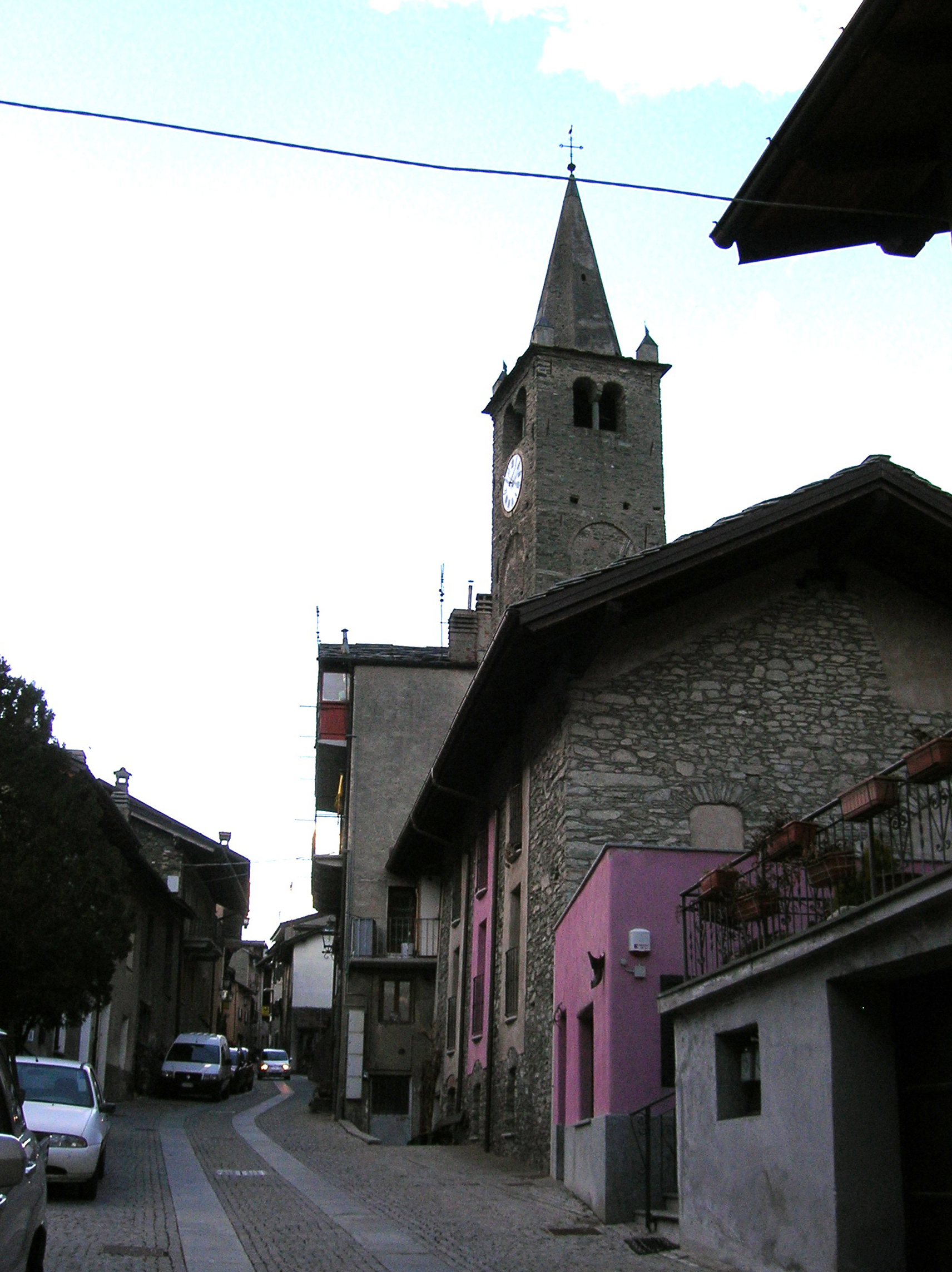
L'église et le bourg
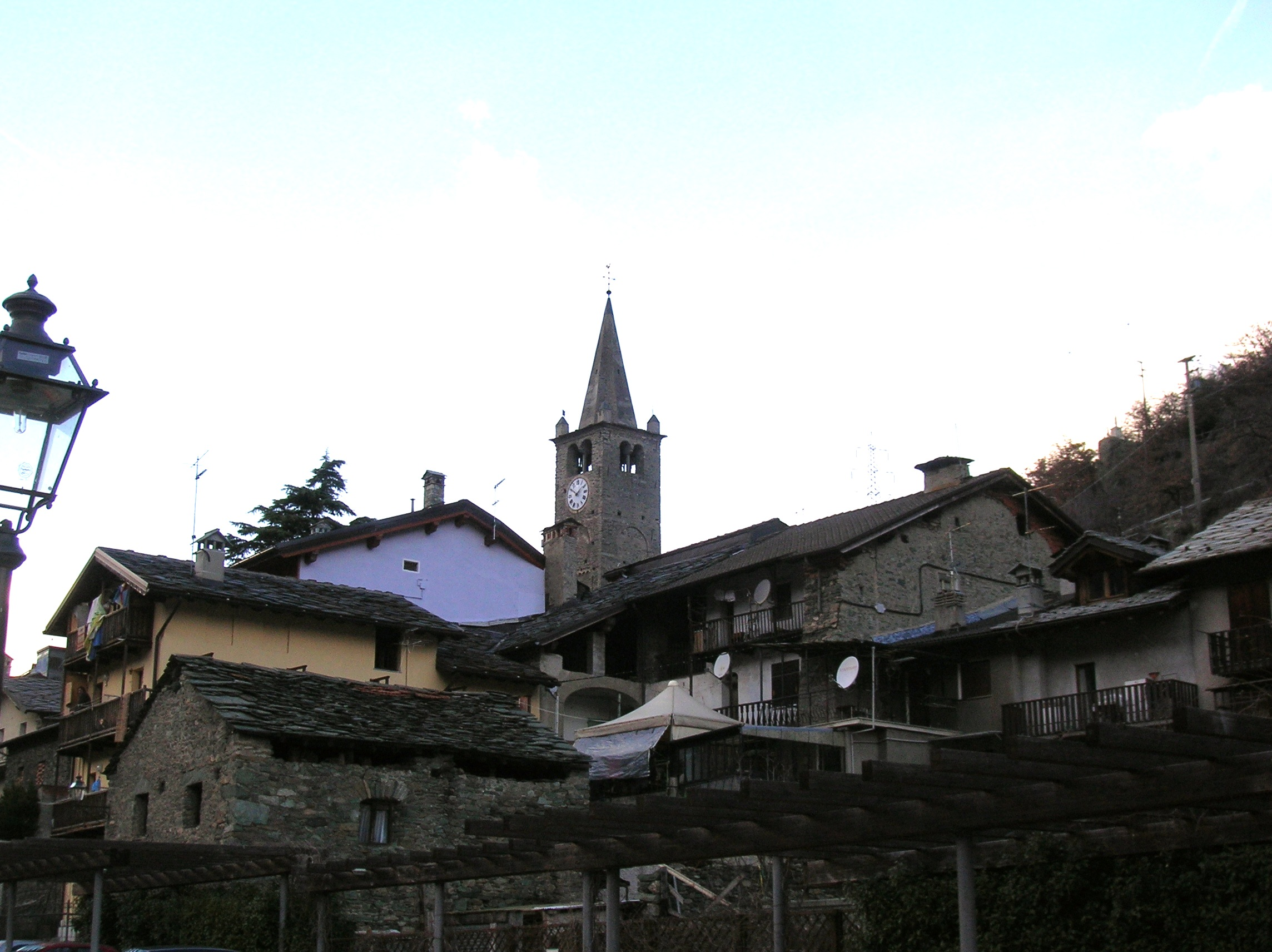
Le bourg

## Administration
| Période                                  | Période     | Identité      | Étiquette     | Qualité |
| ---------------------------------------- | ----------- | ------------- | ------------- | ------- |
| 9 mai 2005                               | 24 mai 2010 | Elio Chatrian | Liste civique | Syndic  |
| 24 mai 2010                              | 11 mai 2015 | Elio Chatrian | Liste civique | Syndic  |
| 21 mai 2015                              | En cours    | Marc Vesan    | Liste civique | Syndic  |
| Les données manquantes sont à compléter. |             |               |               |         |

### Jumelage
- Saint-Laurent-de-Mure (France)

### Hameaux
Arlier, Cesséyaz, Champlan, Chandianaz, Clapey, Croux, Fosses, Goillaz, Grenellaz, Guichet, Jovençanaz, Meyaz, Margnier, Montcharey, Ollières, Parléaz, Perret, Pilliolet, Plantaz, Poyaz, Praz, Promassaz, Protorgnet, Ronchère, Septumian, Tercy, Thuy, Valléry, Verthuy

### Communes limitrophes
Champdepraz, Fénis, Pontey, Saint-Denis, Verrayes